# ایلینکا (جمهوری آلتای)
ایلینکا (به لاتین: Ilyinka) یک منطقهٔ مسکونی در روسیه است که در جمهوری آلتای واقع شده‌است.